# Cactualdea
Cactualdea es un Cactarium de unos 15 000 m² de propiedad privada que se encuentra en La Aldea de San Nicolás en Gran Canaria, comunidad autónoma de Canarias, España.
Este espacio alberga unas 900 géneros de cactus y plantas crasas con más de 1300 especies procedentes de distintas partes del mundo, como México, Madagascar, Guatemala y Bolivia, junto con numerosas palmeras canarias, aloes, y dragos canarios.